# Чаквин, Игорь Всеволодович
Игорь Всеволодович Чаквин (бел. Ігар Усеваладавіч Чаквін; 20 августа 1954, Минск — 26 апреля 2012, Минск) — советский и белорусский этнолог, антрополог, историк. Доктор исторических наук (1995), доцент (2010). Ведущий научный сотрудник отдела этнологии Института искусствоведения, этнографии и фольклора им. К. Крапивы АН Белоруссии.

## Биография
Родился в городе Минске Белорусской ССР.
Окончил исторический факультет Белорусского государственного университета (1977), аспирантуру — при Институте искусствоведения, этнографии и фольклора им. К. Крапивы Национальной академии наук Белоруссии (1980).
В 1981 году защитил кандидатскую диссертацию по специальности 07.00.07 — этнография на тему: «Проблема происхождения белорусской народности: историография и опыт изучения процессов этнического формирования».
С 1984 года работает в Институте искусствоведения, этнографии и фольклора им. К. Крапивы АН Белоруссии.
В 1995 году защитил докторскую диссертацию по специальности 07.00.02 — отечественная история и 07.00.07 — этнография (этнология) на тему: «Этническая история белорусов эпохи феодализма (XIV—первая половина XVII века».
С 1996 года — ведущий научный сотрудник Института искусствоведения, этнографии и фольклора им. К. Крапивы Национальной академии наук Белоруссии.

## Награды
Лауреат премии Республики Беларусь «За духовное возрождение» 2008 года за участие в написании десятитомного издания «Беларусы».

## Научная деятельность
Занимался изучением этносоциальных процессов в Белоруссии, исследовал этнографические и субэтнические группы белорусов, межэтнические и межконфессиональные отношения в Белоруссии, вопросы палеоантропологии и палеодемографии Белоруссии.